# Фуаньи, Габриэль де
Габриэль де Фуаньи (фр. Gabriel de Foigny, ок.1630-1692) — французский литератор, автор известной утопии «Южная земля» (1676).

## Биография
Во втором издании своего «Исторического и критического словаря» (1701), в приложении к статье «Жак Садёр» (рассказчик «Южной земли», под именем которого вышла книга), Пьер Бейль поместил письмо своего женевского корреспондента, в котором и сообщалось настоящее имя автора, а также некоторые факты его биографии. Это письмо до сих пор остается единственным биографическим источником, так что достоверность биографии Фуаньи можно поставить под сомнение.